# Anser (estrella)
Anser (Alfa de la Guineueta / α Vulpeculae) és l'estel més brillant de la constel·lació de la Guineueta, amb magnitud aparent +4,44. El seu nom, provinent del nom tradicional de la constel·lació en llatí Vulpecula cum Ansere, fa referència a l'oca (Anser) que antigament figurava en la constel·lació al costat de la guineu.
Anser és una geganta vermella de tipus espectral M0III amb una temperatura superficial de 3850 K. D'una grandària 53 vegades major que el radi solar —valor obtingut a partir de la mesura del seu diàmetre angular—, la seva lluminositat és equivalent a 390 sols. Un alt contingut de nitrogen —gairebé el doble que en el Sol— suggereix que els subproductes procedents de la fusió termonuclear d'una capa d'hidrogen al voltant d'un nucli inert, estan arribant a la superfície. Per contra, l'abundància de metalls més pesants és baixa, sent el seu contingut de ferro equivalent a 2/3 del que té el Sol.
Anser forma una estrella doble òptica amb 8 Vulpeculae, una gegant taronja de tipus espectral K0III i magnitud +5,82. Encara que visualment ambdues estan separades només 7 minuts d'arc, 8 Vupeculae es troba un 60 % més allunyada que Anser. Aquesta última es troba a 297 anys llum de la Terra.